# Йоганн Вадефуль
Йоганн Давид Вадефуль (нім. Johann David Wadephul ; нар. 10 лютого 1963, Гузум, Шлезвіг-Гольштейн) — німецький політичний і державний діяч, депутат бундестагу від партії Християнсько-демократичний союз (ХДС). Міністр закордонних справ Німеччини від 6 травня 2025 року.

## Біографія
Народився 10 лютого 1963 року в Гузумі (ФРН). В 1981 році закінчив середню школу в Мельдорфі, в 1986 році завершив військову службу в званні старшого лейтенанта (згодом був підвищений в званні) і почав вивчати право в Кілі. В 1991 році витримав попередній іспит, в 1992—1993 роках був стипендіатом Фонду Конрада Аденауера, в 1996 році захистив дисертацію на тему «Угода партнерів з бізнесу», працював у судовому окрузі Кіля.
1982 року вступив до ХДС та Молодіжного союзу Німеччини. З 2000 по 2002 рік очолював земельну організацію ХДС у Шлезвіг-Гольштейні. У 2000—2009 роках був депутатом ландтагу, у 2005—2009 роках очолював партійну фракцію в ландтазі. З 2009 року — депутат бундестагу (у 2021 році програв вибори у своєму окрузі Рендсбург-Екернферд), у 2025 році повернув собі колишній мандат. У 2023 році отримав звання підполковника запасу, з листопада 2024 року — віцепрезидент Парламентської асамблеї НАТО.
6 травня 2025 року отримав портфель міністра закордонних справ в уряді Фрідріха Мерца.

## Погляди
У червні 2017 року Вадефуль проголосував проти більшості своєї парламентської групи та за запровадження в Німеччині одностатевих шлюбів. 
У 2019 році Вадефуль приєднався до 14 членів своєї парламентської групи, які у відкритому листі закликали партію згуртуватися навколо Меркель та голови партії Аннегрет Крамп-Карренбауер проти критики, висловленої консерваторами Фрідріхом Мерцем та Роландом Кохом. 
У квітні 2020 року Вадефул разом із близько 50 іншими членами своєї парламентської групи підписав листа до президентки Європейської комісії Урсули фон дер Ляєн, у якому закликав Європейський Союз прийняти дітей, які проживають у таборах для мігрантів по всій Греції.  
Напередодні виборів лідера Християнських демократів у 2021 році Вадефуль публічно підтримав Норберта Реттгена як наступника Аннегрет Крамп-Карренбауер на посаді голови партії. 
В інтерв'ю німецькій газеті «Tagesspiegel» у 2023 році він виступив за те, щоб Україні дозволили використовувати на території Росії зброю, поставлену, зокрема, Німеччиною. 
Вадефуль підтримував експорт німецької зброї до Ізраїлю під час війни в Газі. Він зазначив, що «ми повинні працювати над тим, аби уникнути надмірної та необґрунтованої критики Ізраїлю. Це стосується багатьох резолюцій в органах ООН, які однобоко спрямовані проти Ізраїлю і мають чітку антиізраїльську, ба навіть антисемітську мотивацію 